# Macropodium nivale
Macropodium nivale là một loài thực vật có hoa trong họ Cải. Loài này được (Pall.) R. Br. mô tả khoa học đầu tiên năm 1812.